# 膜迷路
膜迷路（membranous labyrinth）或膜质迷路、膜性迷路，是套于骨迷路内，相互连通的膜性管道与囊袋，其借纤维束悬吊且固定于颞骨岩部骨迷路壁上，内有内淋巴液。膜迷路从后向前包括膜半规管、膜前庭（球囊和椭圆囊）和膜蜗管，且其内包含听觉和平衡觉的感受器。膜迷路的腔面覆有薄层黏膜，其中大部分为单层扁平上皮。 
膜迷路和骨迷路均位于内耳，拥有相似的外形，但膜迷路比骨迷路小得多，并且和骨质外壳间有外淋巴液隔开。其中，在耳前庭的部分，膜迷路的形状和骨迷路的形状有差异，膜迷路在此由椭圆囊和球囊组成。
膜迷路的外壳分布有耳蜗神经、负责传递听觉信号，是前庭耳蜗神经的一个分支（另一个分支为前庭神经、负责平衡觉信号）。